# Slaget vid Santa Lucia
Slaget vid Santa Lucia var ett fältslag som utkämpades den 6 maj 1848 under första italienska frihetskriget. Slaget stod mellan en sardinsk armé under Karl Albert av Sardinien och österrikiska styrkor under befäl av Josef Radetzky. De österrikiska trupperna som låg skyddade bakom staden Veronas försvarsverk lyckades att hålla sina ställningar och slå tillbaka ett flertal sardinska anfall. Den österrikiska framgången utnyttjades dock inte. 

### Webbkällor
- https://www.revolvy.com/main/index.php?s=Battle%20of%20Santa%20Lucia&item_type=topic